# HD 103400
HD 103400，又名CP-56 4861，SAO 239475、HR 4556，是一颗恒星，视星等为6.06，位于銀經295.26，銀緯4.61，其B1900.0坐标为赤經11h 49m 11.8s，赤緯-56° 4.61′ 13″。